# NGC 2830
NGC 2830 (również PGC 26371 lub UGC 4941) – galaktyka spiralna z poprzeczką (SB0-a), znajdująca się w gwiazdozbiorze Rysia. Odkrył ją William Herschel 7 grudnia 1785 roku. Wraz z NGC 2831 i NGC 2832 wchodzi w skład grupy galaktyk skatalogowanej jako Arp 315 w Atlasie Osobliwych Galaktyk Haltona Arpa, ponieważ jednak przesunięcia ku czerwieni tych galaktyk dość mocno się różnią, nie jest pewne, czy galaktyki te są ze sobą fizycznie związane.